# Get Yourself High
Get Yourself High is een single van The Chemical Brothers, uitgebracht op 24 november 2003 door het platenlabel Freestyle Dust/Virgin.. Rapper k-os rapt op het nummer en het werd als bonustrack opgenomen op de verzamelcollectie Singles 93. De bijbehorende muziekvideo werd geregisseerd door Joseph Kahn en bevatte digitaal bewerkte beelden van de oude vechtfilm 2 Champions of Shaolin.